# Енотови
Енотовите (Procyonidae) са семейство всеядни американски хищници с малки до средни размери, считани за най-близкородствени с кучетата (Canidae) от една страна и мечките (Ursidae) и азиатската червена панда (Ailurus fulgens) от друга.

## Обща характеристика
Енотите имат малки до средни размери и дълга опашка, която при повечето видове е с характерните за котките черни пръстени. Характерна за енотите е и черната маска на очите. Повечето видове стъпват като мечките на цяло стъпало и имат дълги, неприбиращи се нокти. Изключение в много отношения представлява кинкажуто най-вече с това, че няма типичните за семейството черни шарки и опашката му е хватателна, т.е. може да се увива около клоните и служи като пета ръка.
Тъй като са всеядни, енотовите имат по-слабо развити кучешки зъби в сравнение с останалите хищници. С изключение на коатитата водят предимно нощен начин на живот и макар понякога да се събират на малки групи, са изключително самостоятелни животни.

## Класификация
В съвременната класификация на семейството кинкажуто заедно с олинготата се отделя в подсемейство Potosinae, тъй като коренно се отличава от всички останали енотови. Последните генетични изследвания обаче сочат по-близко родство на олинготата с коатитата и приликата им с кинкажуто е просто пример за успоредно еволюционно развитие. От друга страна редица учени класифицират 5-те вида олингота като представители на един-единствен вид: Олинго (Bassaricyon gabbii).
Спорен е и въпросът около подвидовете Американски еноти (Procyon lotor). Редица учени смятат напр. енотите от Трите Марии (острови на западното крайбрежие на Мексико) и тези от остров Коцумел (крайбрежието на п-в Юкатан) за отделни видове – съответно Procyon insularis и Procyon pygmaeus.
Червената панда се включваше в семейство Енотови, но в съвременната класификация се отделя като единствен представител на семейство Ailuridae (макар и някои учени да я отнасят в семейство Мечки).
- семейство Procyonidae – Енотови
  - подсемейство Procyoninae
    - род Procyon – еноти
      - Procyon cancrivorus – Енот ракояд
      - Procyon lotor – Американски енот, миеща мечка
      - Procyon pygmaeus – Енот джудже

    - род Nasua – коатита, дългоноси мечета
      - Nasua nasua – Южноамериканско коати
      - Nasua narica – Белоносо коати
      - Nasua nelsoni (Nasua narica ssp.) – Коцумелско коати

    - род Nasuella – планински коатита
      - Nasuella olivacea – Планинско коати

    - род Bassariscus – какомицлита
      - Bassariscus astutus – Северноамериканско какомицли
      - Bassariscus sumichrasti – Централноамериканско какомицли

  - подсемейство Potosinae
    - род Potos – кинкажута
      - Potos flavus – Кинкажу

    - род Bassaricyon – олингота
      - Bassaricyon gabbii – Олинго на Габи, рунтавоопашато олинго
      - Bassaricyon alleni – Олинго на Ален
      - Bassaricyon beddardi – Олинго на Бедард
      - Bassaricyon lasius – Олинго на Харис
      - Bassaricyon pauli – Чирикуйско олинго
      - Bassaricyon neblina – Олингуито